# Pietro Rovelli
Pietro Rovelli (* 6. Februar 1793 in Parma; † 8. September 1838 in Bergamo) war ein italienischer Violinist und Komponist.

## Leben
Pietro Rovelli war Schüler seines Vaters Alessandro Rovelli, der zeitweise Kapellmeister am Hof von Weimar war. Nach ersten Konzerterfolgen in Norditalien setzte Rovelli seine Studien dreizehnjährig bei Rodolphe Kreutzer in Paris fort. Von 1815 bis 1818 war Rovelli Konzertmeister der königlichen Hofkapelle in München. Konzertreisen führten ihn nach Wien, wo er die Pianistin Micheline Förster, die Tochter des Beethoven-Mentors Emanuel Aloys Förster kennenlernte und später heiratete. In seiner Münchener Zeit waren Bernhard Molique und Thomas Täglichsbeck (1799–1867) seine Schüler.
1819 übernahm er in seiner Heimatstadt Bergamo die Leitung eines Orchesters und die Stelle des Kapellmeisters an Santa Maria Maggiore, ein Amt, welches bereits sein Großvater Giovanni Battista Rovelli ausgeübt hatte. Außerdem lehrte er an der Musikschule „Pio instituto musicale“, welche von Johann Simon Mayr gegründet wurde. Erkrankt und schwach zog sich Rovelli 1832 von allen Ämtern zurück. Rovelli war im Besitz einer Guarneri del Gesù zugeschriebenen Violine, an der Niccolò Paganini nach Rovellis Tod sein Kaufinteresse bekundet hatte.

## Werke (Auswahl)
- 6 Caprices für Solovioline op. 3 (Wien, 1820)
- 6 Caprices für Solovioline op. 5 (Leipzig, 1822)
- Violinkonzerte
- mehrere Streichquartette
- mehrere Variationen und Potpourris für Violine und Klavier